# 白花柳叶箬
白花柳叶箬（学名：Isachne albens）为禾本科柳叶箬属下的一个种。

## 扩展阅读
- 維基物種上的相關：白花柳叶箬